# Látrabjarg
Látrabjarg Európa és egyben Izland legnyugatabbi pontja (az Azori-szigetek néhány tagját leszámítva). Tőle északra a Dánia-szoros van. A Látrabjarg szikláin számos tengeri madárfaj fészkel, mint például a fratercula, a szula (madár), a lumma és az alka. A világon fészkelő itt megemlített tengeri madárfajok közül van olyan, mint például az alka, amelyik populációjának több, mint 40%-a itt él. Ez Európa egyik legnagyobb madárkolóniája. Maga a szikla 14 kilométer hosszú és 440 méter magas.

## Galéria

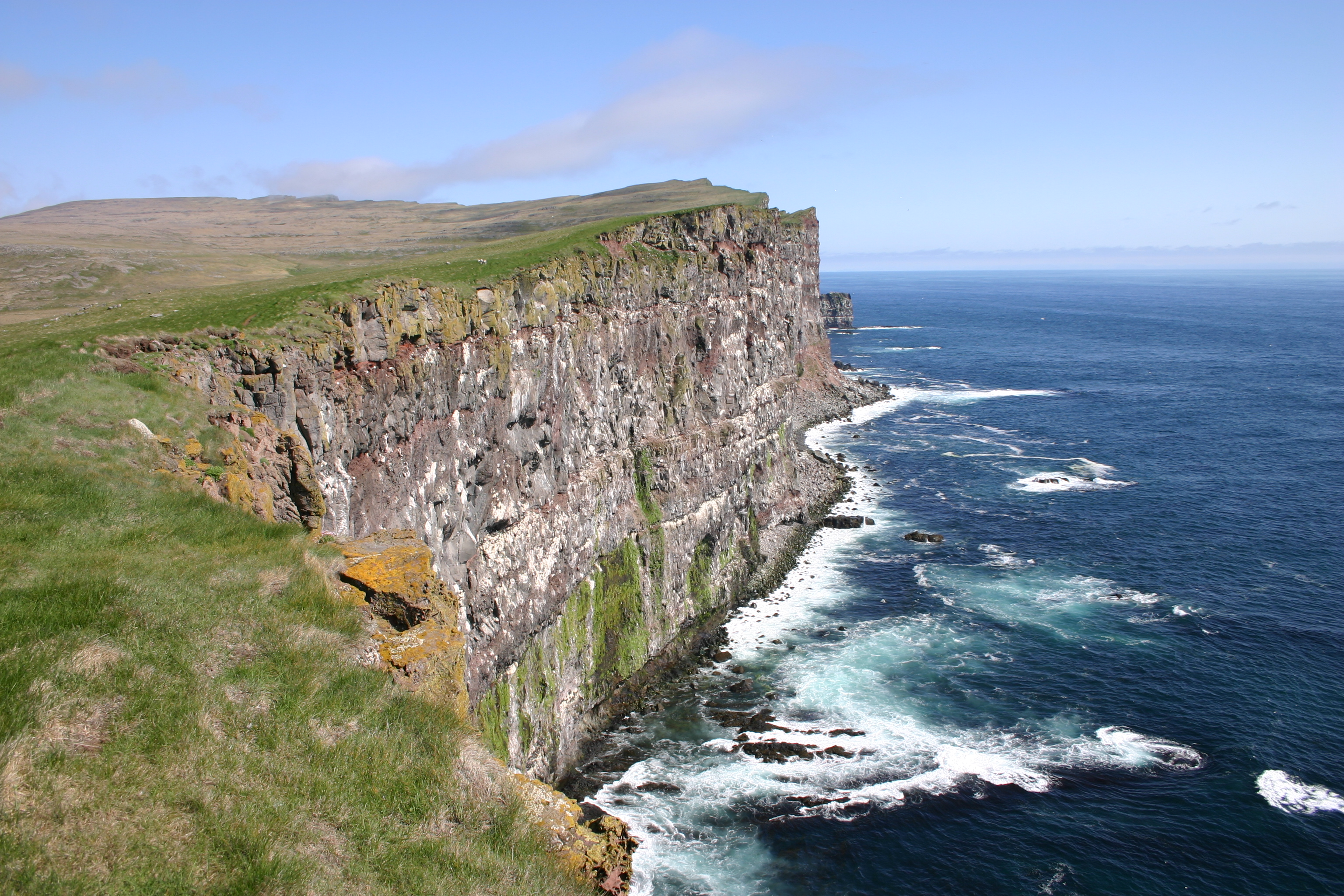
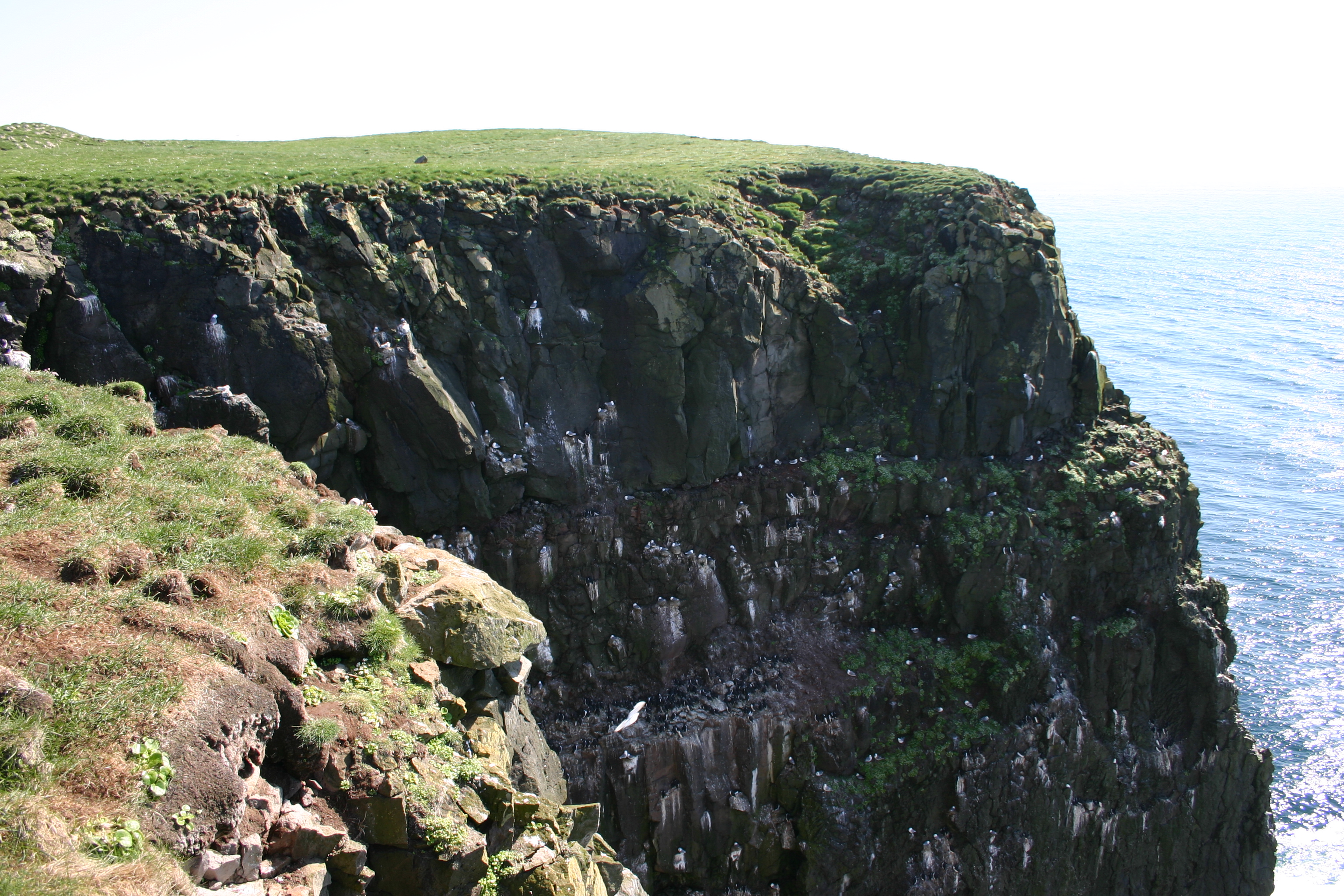
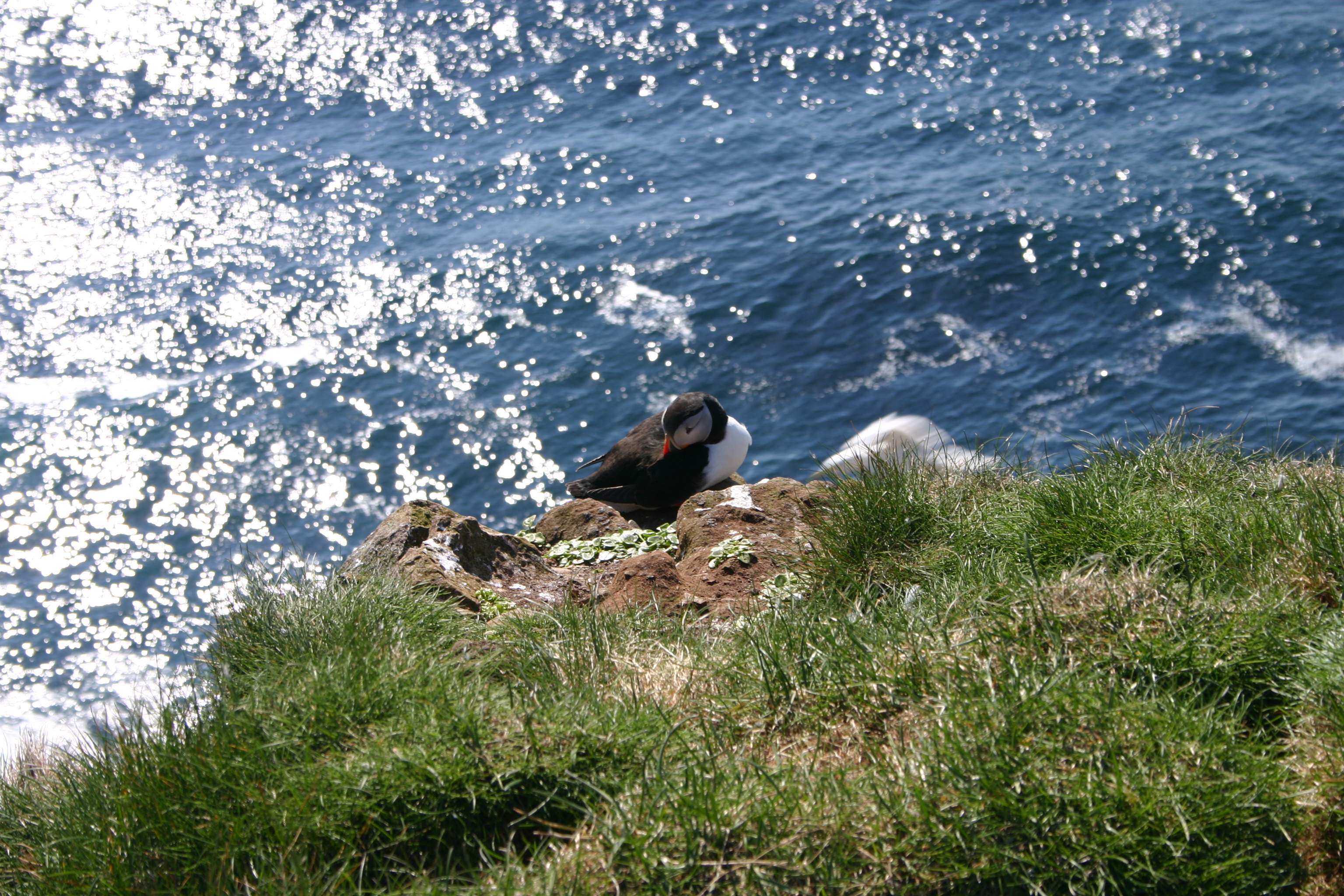

## Fordítás
Ez a szócikk részben vagy egészben  a   Látrabjarg című angol Wikipédia-szócikk ezen változatának fordításán alapul.  Az eredeti cikk szerkesztőit annak laptörténete sorolja fel. Ez a jelzés csupán a megfogalmazás eredetét és a szerzői jogokat jelzi, nem szolgál a cikkben szereplő információk forrásmegjelöléseként.